# Iphisini
Iphisini – plemię jaszczurek z podrodziny Gymnophthalminae w obrębie rodziny okularkowatych (Gymnophthalmidae).

## Podział systematyczny
Do plemienia należą następujące rodzaje:
- Acratosaura Boulenger, 1885
- Alexandresaurus Rodrigues, Pellegrino, Dixo, Verdade, Pavan, Argolo & Sites, 2007 – jedynym przedstawicielem jest Alexandresaurus camacan Rodrigues, Pellegrino, Dixo, Verdade, Pavan, Argolo & Sites, 2007
- Colobosaura Boulenger, 1862
- Iphisa Gray, 1851
- Rondonops Colli, Hoogmoed, Cannatella, Cassimiro, Gomes, Ghellere, Sales Nunes, Pellegrino, Salerno, Marques de Souza & Rodrigues, 2015
- Stenolepis Boulenger, 1887 – jedynym przedstawicielem jest Stenolepis ridleyi Boulenger, 1887